# Tom Harpur
Thomas « Tom » Harpur (né le 24 avril 1929 à Scarborough, Ontario, Canada, et mort le 2 janvier 2017) est un auteur canadien, animateur de télévision, journaliste et théologien anglican. 

## Biographie
Harpur complète son éducation à l'Université de Toronto où il mérite plusieurs bourses. Entre 1954 et 1956, il étudie la théologie au Wycliffe College à l'Université de Toronto et reçoit des prix pour la maîtrise du grec et pour l'« homiletics », c'est-à-dire l'application des principes de la rhétorique à la théologie. 
Harpur a été ordonné prêtre anglican. De 1957 à 1964, il fait partie de la Congrégation de St.-Margaret's-in-the-Pines, à Scargorough en Ontario et il travaille en servant de prêtre pour la Communauté de West Hill. De 1964 à 1971, Harpur est professeur du Nouveau Testament à l'Université de Toronto, pour l'École de théologie de Toronto. 
Harpur est mieux connu pour son travail au quotidien Toronto Star, pendant 30 ans dont douze ans à titre de responsable pour la religion. Depuis qu'il a quitté ce poste en 1984, il a continué de contribuer au journal en maintenant une rubrique pour toutes les questions d'éthique et de religion. Harpur est aussi l'auteur de plusieurs livres sur la religion et la théologie. Il a animé plusieurs programmes de radio et de télévision touchant ces sujets. 
Harpur pense qu'il n'y a pas d'évidence de l'existence de Jésus. Il perçoit plutôt le Christianisme à travers ses racines païennes. Il affirme que la Bible devrait être interprétée de manière allégorique plutôt que de manière littérale.
Son ouvrage Le Christ païen a été traduit en français (Fayard, 2005).

## Œuvres
- Harpur’s Heaven and Hell. Oxford, 1983.  (ISBN 0-7710-3941-7)
- For Christ’s Sake. Oxford, 1986.  (ISBN 0-19-540533-1)
- Always on Sunday. Oxford, OUP. 1988 0195406508
- Prayer Journal Kelowna. B.C. Northstone.
- Prayer - The Hidden Fire Kelowna, B. C. Northstone.1997   (ISBN 1-896836-32-1)
- Would You Believe McClelland and Stewart. (U.S. title: The Thinking Person’s Guide to God, Prima, 1996
- Harpur vs. Hancock Hantsport, N. S. Lancelot, 1994.  (ISBN 0-88999-584-2)
- The Divine Lover (Lancelot)
- The God Question (Lancelot)
- Life After Death McClelland and Stewart. 1991.  (ISBN 0-7710-3941-7)
- God help us  Toronto : McClelland & Stewart, 1992  (ISBN 0-7710-3943-3)
- Communicating the Good News Today (Lancelot)
- The uncommon touch : an investigation of spiritual healing.  Toronto : McClelland & Stewart, c1994.   (ISBN 0-7710-3944-1)
- Harpur vs. Hancock (Tom Harpur, Maxine Hancock).  Hantsport, N.S. Lancelot Press, 1994.  (ISBN 0-88999-584-2)
- The thinking person's guide to God : overcoming the obstacles to belief.  Rocklin, Calif. : Prima Pub., 1996.   (ISBN 0-7615-0707-8)
- The Spirituality of Wine (Northstone)2004
- The Pagan Christ: Recovering the Lost Light. Toronto.Thomas Allen, 2004.  (ISBN 0-88762-145-7)
- Finding the Still Point - A Spiritual Response to Stress Kelowna. B.C. Northstone, 2005 1896836712
- Living Waters (Thomas Allen, 2006)  (ISBN 0-88762-225-9), 2006
- Water Into Wine: An Empowering Vision of the Gospels. Thomas Allen, 2007  (ISBN 0-88762-277-1)
- Born Again: My Journey from Fundamentalism to Freedom.  Thomas Allen, 2011  (ISBN 9780887627385)
- There is Life after Death. (Updated and revised version of Life After Death, 1991) Thomas Allen, 2011  (ISBN 9780887627408)

Livres pour enfants
- The Terrible Finn MacCoul Oxford, OUP, 1990. 0195407164.
- The Mouse that Couldn't Squeak (Oxford)

Traduction en français
- Le Christ païen : Retrouver la lumière perdue, Jacques Languirand (préface), Élise de Bellefeuille (traduction), Coll. ESS SC HUM, Éditions du Boréal, 2006.